# مستقبل عامل تحفيز المستعمرات 1
مستقبل عامل تحفيز المستعمرات 1 (بالإنجليزية: Colony stimulating factor 1 receptor ومختصره CSF1R)‏ أو مستقبل عامل تحفيز مستعمرات الخلايا الأكولة (بالإنجليزية: macrophage colony-stimulating factor receptor ومختصره M-CSFR)‏ أو كتلة التمايز 115 أو عنقود التمايز 115 (بالإنجليزية: Cluster of Differentiation 115 ومختصره CD115)‏ هو بروتين موجود على سطح الخلية مشفر في الإنسان بالمورثة CSF1R.
هذا المستقبل عبارة عن مستقبل مناعي لعامل تحفيز المستعمرات 1.